# Buick Special
La Special è un'autovettura prodotta dalla Buick dal 1936 al 1958 e dal 1964 al 1969. Nel 1930 e dal 1934 al 1935 il modello fu noto come Serie 40.
Fu solitamente il modello più economico all'interno della sua categoria di appartenenza, categoria che cambiò nel corso degli anni. Infatti, debuttò come vettura full-size nel 1936 e ritornò nel 1961 (dopo una pausa di qualche anno) come modello compact. Dal 1964 appartenne invece alla categoria mid-size. Durante tutto il periodo in cui fu prodotta, la Special ebbe sempre il motore installato anteriormente e la trazione posteriore.

## Il contesto
Il 1936 fu un anno di successo per la Buick. Nell'anno citato, la casa automobilistica statunitense utilizzò per la prima volta un criterio di denominazione che era caratterizzato da nomi veri e propri, e non da sigle numeriche come era stato fatto fino ad allora. Fu quindi cambiato il nome a tutti i modelli della gamma. Più precisamente, alla Serie 60 fu addizionata la denominazione Century, alla Serie 90, il modello più lussuoso, fu aggiunto il nome Limited ed alla Serie 40 venne addizionato il nome Special. La Serie 50 fu ritirata dal mercato, ma nel contempo fu lanciato un nuovo modello, la Serie 80 Roadmaster. Quindi la Special, perlomeno nel primo periodo in cui fu in commercio, era conosciuta come Serie 40 o Serie 40 Special.

## La Serie 40: 1930–1935
Originariamente la Serie 40 aveva installato un motore a sei cilindri da 4.220 cm³ di cilindrata che erogava 80,5 CV di potenza a 2.800 giri. Nell'anno del debutto vennero fabbricati 74.257 esemplari. Dopo un solo anno di produzione, l'assemblaggio del modello fu temporaneamente interrotto. La commercializzazione riprese nel 1934. Questa volta la Serie 40 aveva installato un motore a otto cilindri in linea da 3.818 cm³ e 93 CV. Nel 1936 mutò nome in "Special".

## La prima serie: 1936–1949

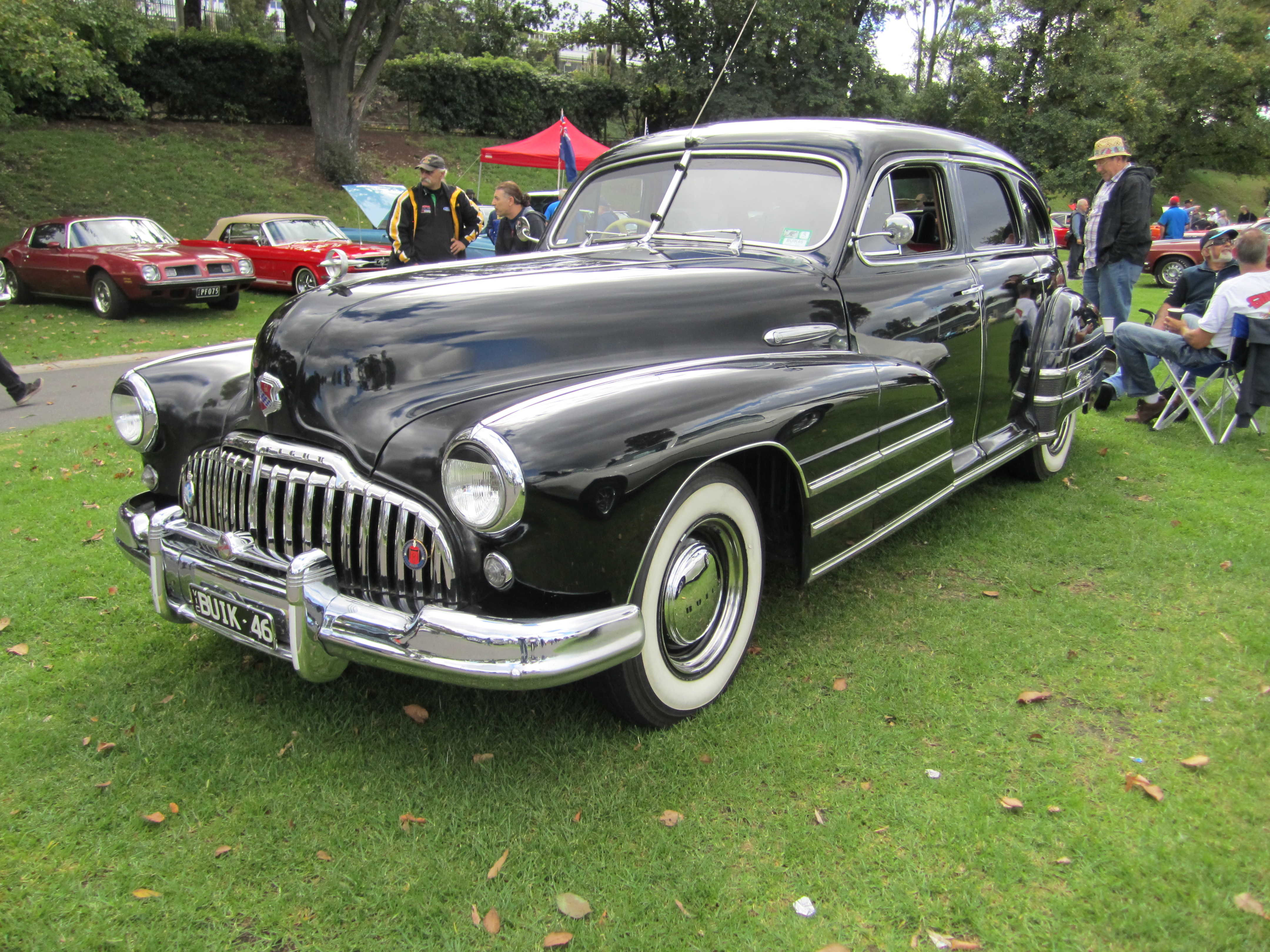
Una Buick Special berlina del 1946

Dal 1936 al 1958 la Special rappresentò il modello economico della categoria di vetture full-size offerta dalla Buick. Le prime Special possedevano un passo di 2.997 mm, ma dall'anno successivo questa misura fu aumentata a 3.099 mm. L'incremento delle dimensioni fu comune a tutti i modelli Buick. Il motore fu anch'esso nuovo, ed aveva una cilindrata di 4,1 L; era valvole in testa ed aveva una configurazione ad otto cilindri in linea. La Special, come tutti gli altri modelli Buick, nel 1939 fu oggetto di un profondo restyling, nell'occasione del quale venne prevista una parte anteriore ridotta, una calandra più larga ed un passo più corto di due pollici.  Nel 1940 venne operato un restyling ed il passo aumentò di un pollice. Questo fu l'unico model year in cui fu disponibile una versione cabriolet quattro porte, che fu chiamata "Sport Phaeton". Ne vennero prodotti 552 esemplari.

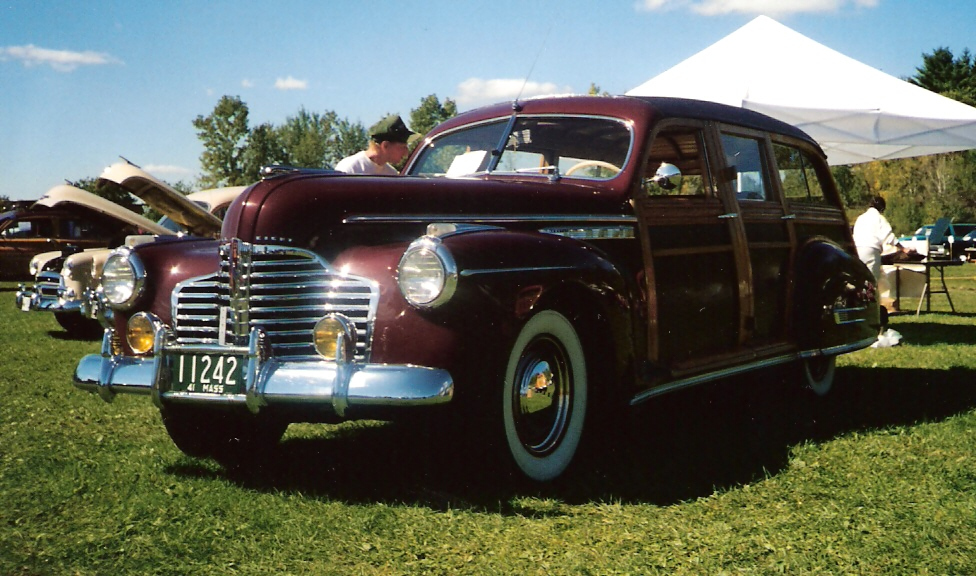
Una Buick Special Estate Wagon familiare del 1941

Nel 1941 il corpo vettura fu rinnovato nuovamente, ed i parafanghi anteriori vennero incorporati nella carrozzeria. La "Estate Wagon" passò dalla gamma Super alla gamma Special, e quindi l'offerta di quest'ultima si arricchì di una versione familiare. Quest'ultima fu comunque disponibile solo nel 1941 e nel 1942. Un'altra novità fu la serie 40-A (la Special regolare fu invece denominata 40-B), cioè una versione dal passo più corto di tre pollici, che era condiviso con le contemporanee vetture Chevrolet. Queste due serie, che derivavano dalla concept car Buick Y-Job, continuarono ad essere offerte anche nell'anno successivo. La produzione terminò infatti il 4 febbraio 1942 a causa del coinvolgimento degli Stati Uniti nella seconda guerra mondiale. La produzione civile dell'industria statunitense, durante gli eventi bellici, fu infatti convertita in forniture militari.
Ad ostilità concluse, la produzione di autovetture ad uso civile riprese. Nel 1946, primo anno di produzione postbellica, la sola Special disponibile fu quella di maggiori dimensioni.  La Special del 1946 è rara, dato che rappresentò solo il 2% della produzione totale Buick dell'anno citato (più precisamente 2.999 esemplari su un totale di 156.080). Questa serie di Special continuò ad essere prodotta con cambiamenti minimi fino al 1949, quando fu introdotta la generazione successiva. Sia i modelli prebellici che quelli prodotti dopo il conflitto vennero assemblati sul pianale B della General Motors. Un altro motore offerto su questa serie di Special fu un otto cilindri in linea da 3.8 L.

## La seconda serie: 1949–1958

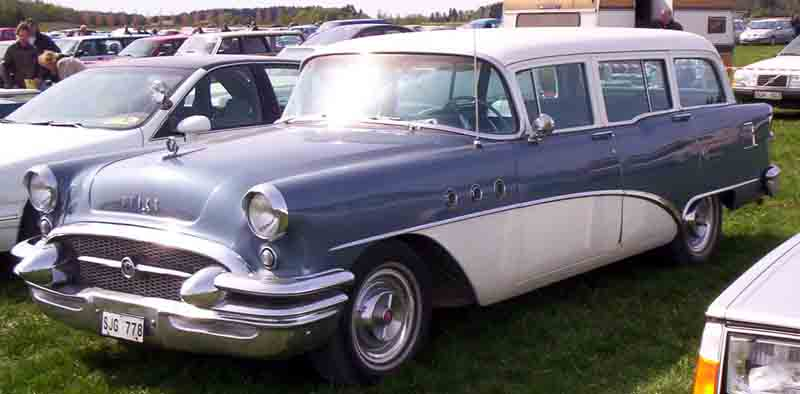
Una Buick Special Estate Wagon familiare del 1955

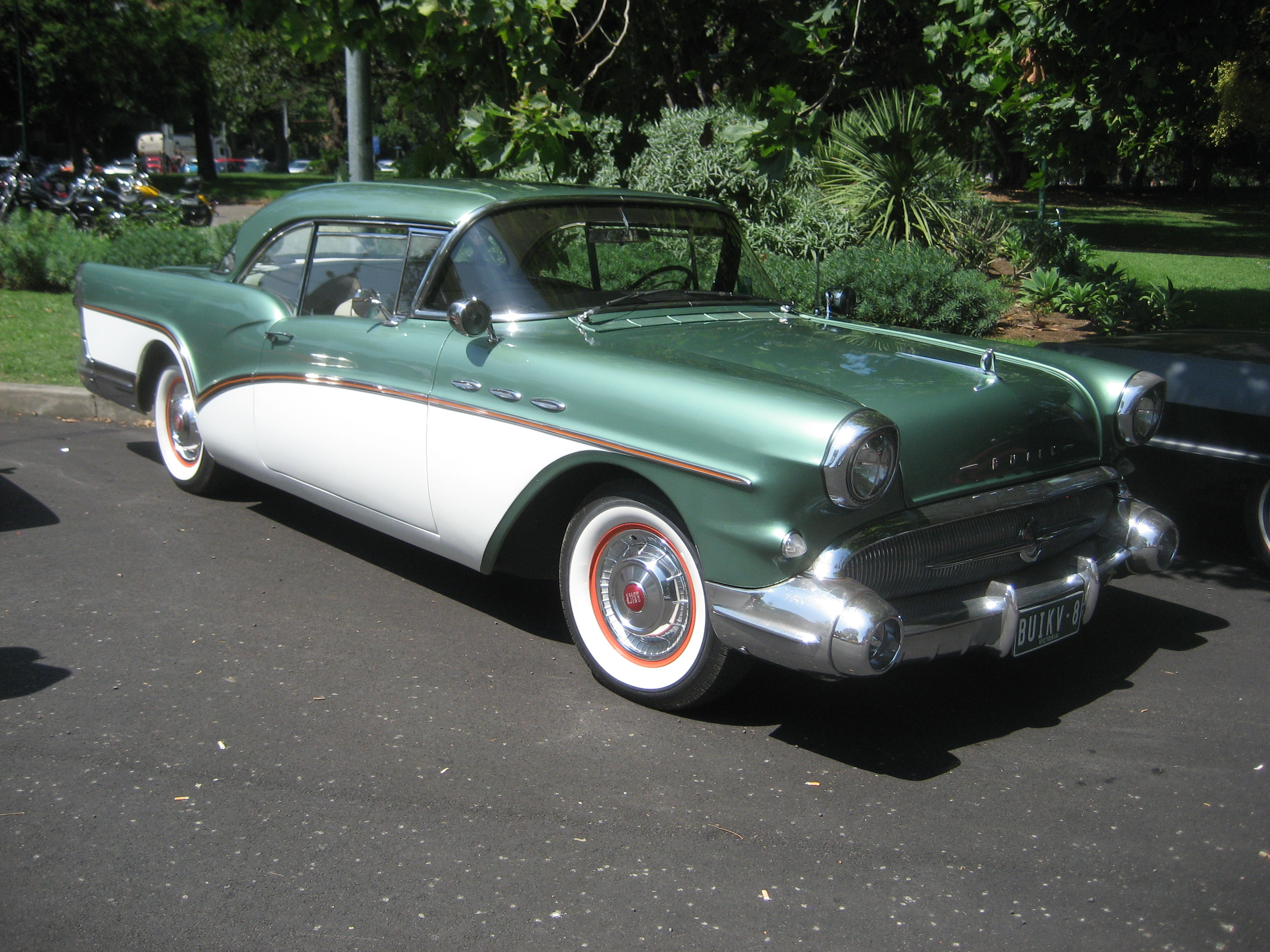
Una Buick Special coupé del 1957

A metà del 1949, le Special furono dotate di un corpo vettura completamente rinnovato, e questa fu la prima riprogettazione completa postbellica del modello. Nuova fu anche la serie 40D, cioè una versione meglio equipaggiata a cui fu dato il nome di Special DeLuxe. All'inizio il motore installato era ancora l'otto cilindri in linea da 4,1 L di cilindrata già montato sulla serie precedente, ma nel 1951 esso venne sostituito da un otto cilindri in linea da 4,3 L (anch'esso a valvole in testa). Nell'anno citato fu anche introdotta una versione hardtop due porte. Alle Special del 1954 furono installati un corpo vettura rinnovato ed un nuovo telaio. Quest'ultimo, rispetto a quello precedente, era più largo e basso. Dal 1954 il modello venne equipaggiato dal nuovo e più potente motore V8 "Naihead" da 4,3 L. Sempre nell'anno in questione, il passo del veicolo mutò da 3.086 mm a 3.099 mm.
Introdotta a metà del 1955, la Buick Special Riviera, con la Century Riviera, la Oldsmobile 98 Holiday, e la 88 Holiday furono le prime hardtop quattro porte senza montanti mai prodotte. Fino ad allora, la Buick Special fu uno dei modelli più venduti in America. Al motore V8 "Naihead" da 4,3 L, si aggiunse un propulsore V8, anch'esso "Naihead", ma da 5,3 L. Quest'ultimo fu sostituito nel 1957 da un motore V8 da 6 L. Nell'ultimo anno citato i corpi vettura furono rivisti e fu aggiunta alla gamma la versione hardtop familiare quattro porte chiamata Buick Caballero. Nel giugno del 1957, alla Special fu dedicato un articolo sulla rivista Popular Mechanics su cui era riportato che il modello aveva un'accelerazione da 0 a 97 km/h di 11,6 secondi ed un consumo di carburante di 3,5 L/100 km a 80 km/h. Nel 1958 le cromature furono incrementate e vennero installati dei fanali anteriori doppi. Inoltre, furono aumentate la lunghezza e la larghezza del veicolo, nonostante il telaio fosse rimasto immutato.
Le Special di questa generazione possedeva tre prese d’aria per lato, mentre le Buick di categoria superiore, eccetto la Super, ne avevano quattro. La Special, infatti passò da tre a quattro prese d'aria nel 1955.
Nel model year 1959, la General Motors cambiò il nome della Special in LeSabre, ispirandosi all'omonima concept car del 1951.

## La terza serie: 1961–1963

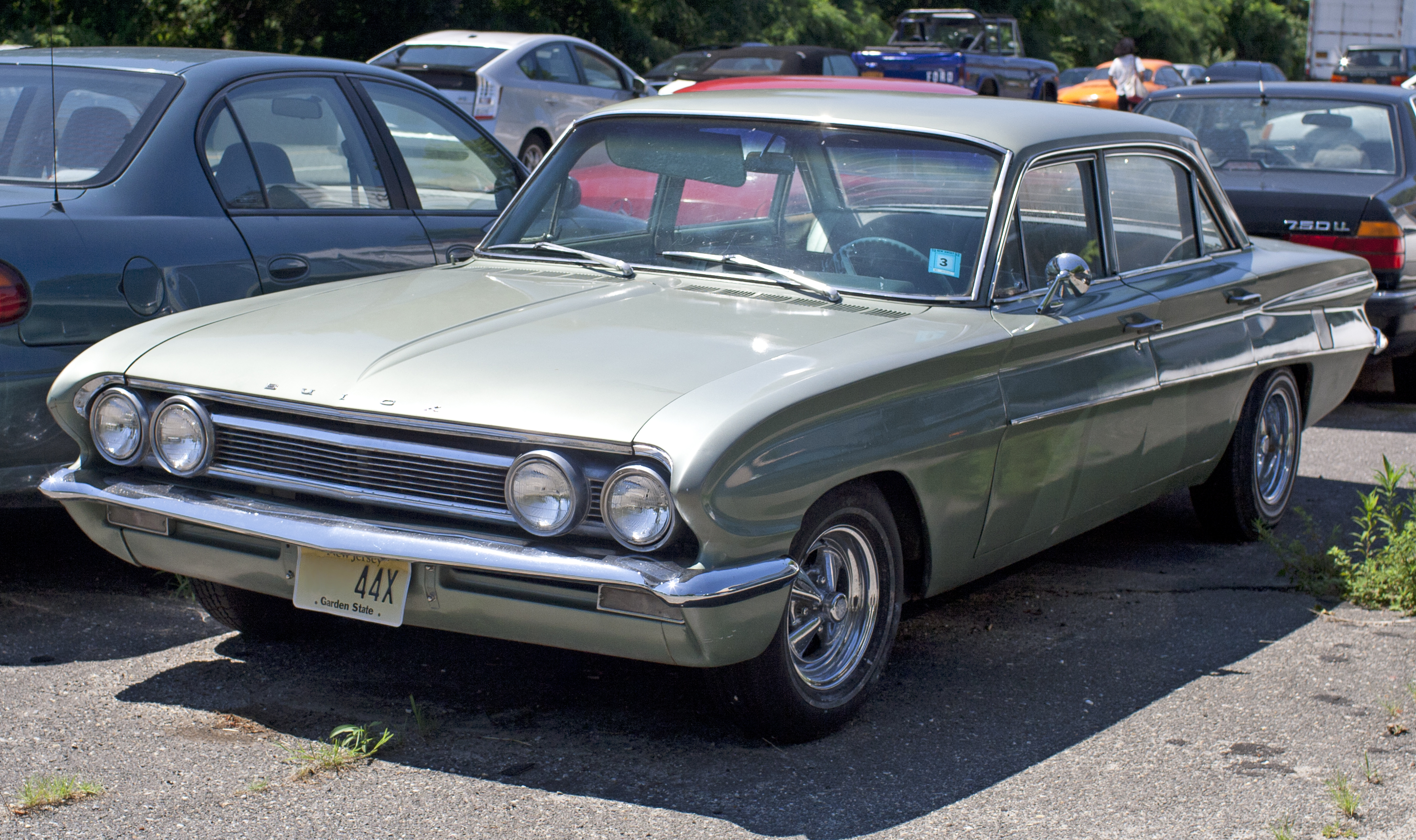
Una Buick Special DeLuxe berlina del 1962

Nel 1961 la Special tornò sui mercati dopo qualche anno di assenza, ma questa volta in una categoria inferiore (quella della vetture compact). Questa nuova generazione di Special era basata sul pianale Y della General Motors. Il telaio era a monoscocca. Il motore installato era un V8 da 3,5 L di cilindrata con monoblocco in alluminio che erogava 155 CV di potenza. Il cambio era automatico Dynaflow ed era presente il servosterzo. A metà del 1961 fu aggiunta alla gamma l'opzione Skylark, che comprendeva un equipaggiamento speciale come i sedili singoli e la versione a carburatore quadruplo corpo del motore da 3,5 L, che erogava 200 CV.
Nel 1962 la Special fu la prima auto statunitense prodotta in serie ad utilizzare un motore V6. Questo motore derivava dal V8 da 3,5 L ed aveva una cilindrata di 3,2 L. Erogava 135 CV a 4.600 giri al minuto e 278 N•m di coppia a 2.400 giri al minuto. Nel 1962 la Special vinse il premio "Auto dell'anno" della rivista Motor Trend. Nel 1963 il corpo vettura fu rivisto. Meccanicamente la vettura era però identica al modello del 1962. Ci furono però delle modifiche al cruscotto ed al quadro strumenti. Dal 1963 il motore da 3,2 L, disponibile con carburatore doppio corpo, diventò il propulsore base. L'opzionale V8 da 3,5 L invece era offerto in due versioni, con carburatore doppio corpo e con carburatore quadruplo corpo. La prima versione erogava 155 CV, mentre la seconda 190 CV (questo nel 1962; nel 1963 la versione con carburatore quadruplo corpo sviluppava invece 200 CV). La scelta per il cambio era tra una trasmissione manuale a tre marce con leva sul piantone dello sterzo, un cambio manuale a quattro marce "Borg-Warner T-10" con leva sul pavimento oppure una trasmissione automatica "Turbine Drive" a due velocità.
Nel 1962 della Special furono venduti 153.763 esemplari, di cui 42.973 Skylark. Nel 1963 gli esemplari commercializzati furono 148.750, di cui 42.321 Skylark. Per il model year 1964 fu disponibile la nuova serie. Il motore da 3,5 L non venne più offerto sulla Special. Venne poi installato sulla Rover P5 nel 1968. È stato anche impiegato su altre vetture britanniche, tra cui la Morgan Plus 8, la MG MGB GTV8, le Land Rover, e la Triumph TR8.
Questa generazione di Special è stata assemblata a Flint ed a Framingham.
La Skylark diventò un modello a sé stante nel 1962.

## La quarta serie: 1964–1969

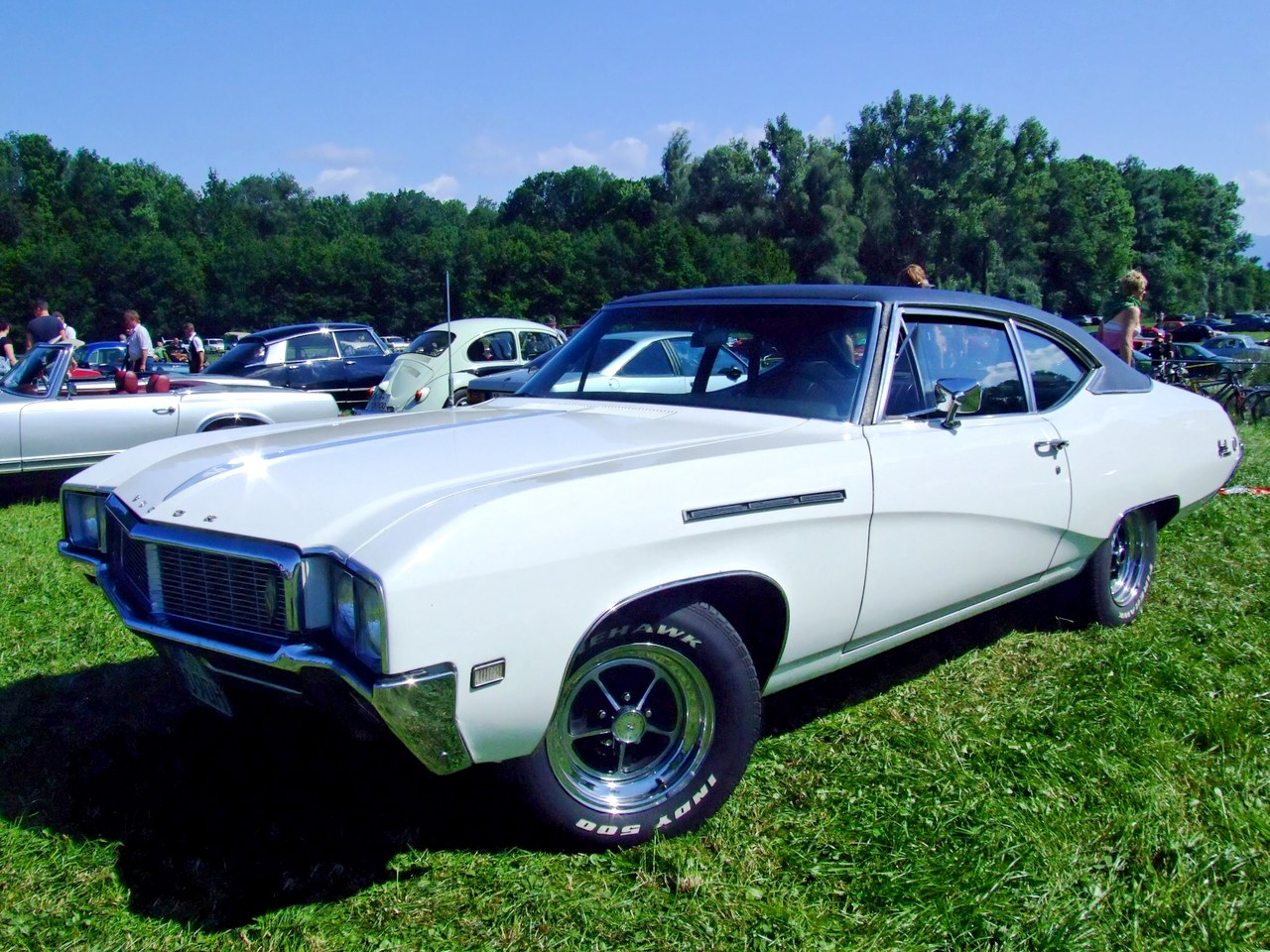
Una Buick Special DeLuxe coupé del 1968

La Special e la leggermente superiore Skylark furono riprogettate nel model year 1964. Il pianale su cui era basata questa nuova serie di Special era la piattaforma A della General Motors. Gli allestimenti disponibili erano due, quello base ed il DeLuxe.
Un'altra novità furono i motori. La cilindrata del V6 fu incrementata da 3,2 L a 3,7 L, mentre il V8 da 3,5 L con monoblocco in alluminio fu sostituito da un V8 da 4,9 L con monoblocco in ghisa e testata in alluminio. Quest'ultimo motore, prodotto fino al 1967, era basato sul V8 da 3,5 L, e molti componenti dei due propulsori erano intercambiabili. Altri motori disponibili furono un sei cilindri in linea da 4,1 L ed un V8 da 5,6 L. I cambi disponibili furono tre, più precisamente due manuali (a tre o quattro rapporti) ed uno automatico a due marce.
La Special come modello a sé stante è stata commercializzata fino al 1969. Più precisamente il modello base fu assemblato fino al 1967, mentre l'allestimento DeLuxe fu in commercio anche nel 1968 e nel 1969.
Nel 1970 la Special DeLuxe fu sostituita dalla leggermente superiore Skylark.

## La Special come allestimento della Century: 1975–1979

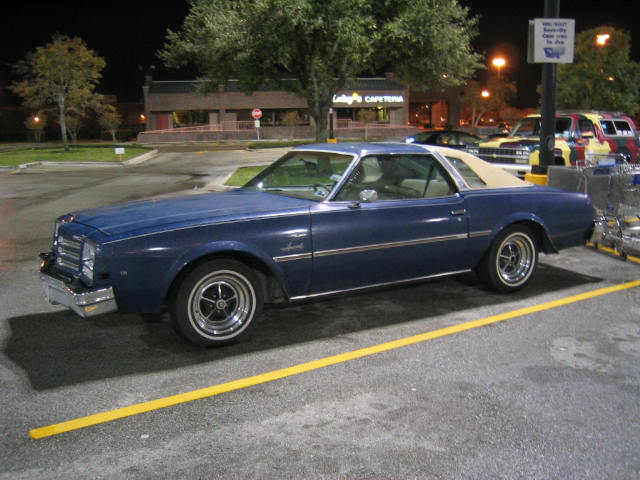
Una Buick Century Special del 1977

Il nome Special tornò brevemente come allestimento base della Century. Questo modello, introdotto nel 1975 e chiamato Buick Century Special, era basato sul pianale A della General Motors ed aveva installato come motore un V6 da 3,8 L di cilindrata. La calandra aveva una forma leggermente a "V" e mantenne questa forma fino al 1977.
Essa utilizzava un padiglione di tipo fastback ed era equipaggiata con un tetto di tipo landaulet (cioè con parte posteriore apribile) che ricopriva la maggior parte dei finestrini posteriori. Questa zona apribile assumeva la stessa forma di quella dei modelli di fascia più alta con tetto tradizionale.
Nel 1978 la Century Special fu completamente rivista.  Nell'occasione, alla gamma dei motori furono aggiunti un opzionale V8 da 4,9 L (raramente offerto) ed un V6 da 3,2 L. La Century Special fu offerta fino al 1979, dopo di cui il nome Special associato a modelli Buick uscì definitivamente di scena.